# Zwei außer Rand und Band
Zwei außer Rand und Band ist eine Filmkomödie aus dem Jahre 1977 mit Bud Spencer und Terence Hill in den Hauptrollen.

## Inhalt
Wilbur Walsh und Matt Kirby suchen erfolglos Arbeit im Hafen von Miami. Per Zufall geraten beide zunächst nacheinander und dann gemeinsam mit einem Gangstersyndikat aneinander, das den Hafen kontrolliert. Daraufhin beschließen sie gemeinsam, einen Supermarkt zu überfallen, landen aber versehentlich im Verwaltungsbüro der Polizei.
In Erklärungsnot geraten, verpflichten sie sich für die Ausbildung und sind danach als Streifenpolizisten auf den Straßen Miamis unterwegs. Dabei müssen sie den Fall eines ermordeten Chinesen aufklären und stoßen dabei wieder auf das Gangstersyndikat vom Hafen. Die Gangster haben den Chinesen umgebracht, weil er ihnen unwissentlich Drogen gestohlen hat. Das Syndikat versucht mehrmals erfolglos, Wilbur und Matt auszuschalten. Als die Gangster eine weitere große Drogenlieferung in ein Bowlingcenter bringen, folgen ihnen die beiden. Es kommt zu einer großen Schlägerei, an deren Ende alle Gangster festgenommen werden.

## Produktion
Die Dreharbeiten fanden fast ausschließlich in Miami statt. Die Prügelszenen am Ende filmte man allerdings in einer Bowlinganlage in Italien. Im Vorspann ist das Fontainebleau Miami Beach zu sehen, das auch bereits Schauplatz in James Bond 007 – Goldfinger war und in dem Teile der Handlung des einige Jahre später gedrehten Films Zwei bärenstarke Typen mit Spencer und Hill spielen.

## Synchronisation
Die deutsche Fassung erstellte die Deutsche Synchron KG, Berlin. Buch und Dialogregie lagen in den Händen von Karlheinz Brunnemann, der auch für zahlreiche weitere Filme von Spencer und Hill diese Aufgaben übernahm.
| Darsteller           | Rolle                 | Sprecher              |
| -------------------- | --------------------- | --------------------- |
| Bud Spencer          | Wilbur Walsh          | Wolfgang Hess         |
| Terence Hill         | Matt Kirby            | Thomas Danneberg      |
| David Huddleston     | Captain McBride       | Heinz Theo Branding   |
| Laura Gemser         | Suzy Lee              | Brigitte Grothum      |
| April Clough         | Angie                 | Evelyn Gressmann      |
| Ezio Marano          | Blutsauger            | Harry Wüstenhagen     |
| Emilio Delle Piane   | Butler                | Wolfgang Völz         |
| Luciano Catenacci    | Fred Cline            | Rolf Schult           |
| Riccardo Pizzuti     | Freds Gefolgsmann     | Joachim Kemmer        |
| Luciano Rossi        | Geronimo              | Hans-Werner Bussinger |
| Ottaviano Dell’Acqua | Geronimos Gefolgsmann | Karlheinz Brunnemann  |
| Jill Flanter         | Gräfin Kochilova      | Ursula Heyer          |
| Robert Banci         | Pfleger               | Manfred Lehmann       |
| Ernie Lane           | Pfleger               | Hans-Werner Bussinger |
| Harlan Sax           | Pfleger               | Frank Glaubrecht      |
| Luigi Casellato      | Kneipenbesitzer       | Buddy Elias           |
| Fred Yuen            | Suzy Lees Onkel       | Gerd Duwner           |
| Edy Biagetti         | Vize-Gouverneur       | Horst Schön           |

### Veröffentlichung
In den Kinos wurde der Film erstmals am 2. April 1977 in Deutschland vorgeführt.
Der Film erschien am 24. April 2004 bei e-m-s new media auf DVD. 2008 folgte eine überarbeitete Fassung mit verbessertem Bild. Nach der Insolvenz von e-m-s im Jahre 2009 veröffentlichte die Firma 3L die DVD erneut.
Am 17. Januar 2013 erschien der Film bei 3L Film als Blu-ray Disc in einer HD-Abtastung des Originalnegatives.

## Kritik
Das Lexikon des Internationalen Films beschreibt den Film als „Serieller Klamauk- und Prügelfilm“, allerdings „deutlich unter dem Niveau der besseren Spencer/Hill-Filme.“
In einer zeitgenössischen Kritik schrieb The Monthly Film Bulletin, der Film sei eine außerordentlich langweilige Variation der lebhaften Newman/Redford-Komödienformel mit wenigen originellen Ideen.

## Auszeichnungen
Der Film gewann 1978 die Goldene Leinwand.